# Oh mamma mia
Oh mamma mia è un singolo del rapper italiano Guè, pubblicato il 10 gennaio 2025 come primo estratto dal nono album in studio Tropico del Capricorno.

## Descrizione
Il brano, che conta la partecipazione della cantautrice italiana Rose Villain, è stato scritto dagli stessi due artisti con Vincenzo Liguori, e prodotto da Andrea Ferrara, in arte Sixpm, e Pietro Milano, in arte Chef. Presenta un omaggio a Pino Daniele, campionando il suo brano Che soddisfazione.

## Video musicale
Il video musicale, diretto da Marc Lucas e Igor Grbesic e girato nei vicoli dei quartieri Spagnoli a Napoli, è stato pubblicato in concomitanza all'uscita del brano attraverso il canale YouTube del rapper.

## Tracce
Testi di Cosimo Fini, Rosa Luini e Vincenzo Liguori, musiche di Cosimo Fini, Rosa Luini, Andrea Ferrara, Fabio Campedelli, Pietro Miano e Pino Daniele.
1. Oh mamma mia (feat. Rose Villain) – 2:48

## Classifiche
| Classifica (2025) | Posizione massima |
| ----------------- | ----------------- |
| Italia            | 1                 |